# Prospekt organowy
 Prospekt organowy – frontowa elewacja zewnętrznej obudowy organów, którą stanowi przednia wyeksponowana część szafy organowej. Jej główny element dekoracyjny stanowią wbudowane piszczałki prospektowe, najczęściej wykonane z metalu. Właściwy instrument znajduje się za prospektem, we wnętrzu szafy organowej. Prospekty organowe cechują się bardzo bogatym i różnorodnym zdobnictwem. W dekoracji występują elementy detalu architektonicznego oraz często rzeźby figuralne, niekiedy reprezentujące różnorodny program ikonograficzny, zdobione snycerką i polichromią. W najbardziej wyrafinowanych rozwiązaniach figury i inne zdobnicze elementy podczas gry poruszają się, tworząc muzyczno-wizualne ruchome spektakle.
Prospekt organowy usytuowany jest na balkonie chóru, naprzeciwko ołtarza głównego, stanowi szczególny architektoniczny element wystroju wnętrza w większości obiektów sakralnych. W budownictwie organowym wyróżnia się rodzaje prospektów:
- prospekt parawanowy,
- prospekt skrzydłowy.

Prospekty organowe oparte są na zasadzie trójstrefowości i trójosiowości w porządku wertykalnym i horyzontalnym. W prospektach wyodrębnione są trzy poziome strefy:
- cokołowa,
- piszczałkowa,
- zwieńczeniowa, zawierającą zespół rzeźby figuralnej.